# Thomas Baines
(John) Thomas Baines (King's Lynn, 27 novembre 1820 – Durban, 8 maggio 1875) è stato un artista ed esploratore britannico delle colonie britanniche di Africa meridionale e Australia.

## Biografia
Nato a King's Lynn, Norfolk, Baines fu apprendista di un maestro pittore fin da giovane. All'età di 22 anni partì dall'Inghilterra diretto in Sudafrica a bordo della Olivia (capitanata da un amico di famiglia, William Roome) lavorando per qualche tempo a Città del Capo come ritrattista e scenografo, e come artista di guerra ufficiale nel corso della cosiddetta guerra delle otto frontiere per conto del British Army.

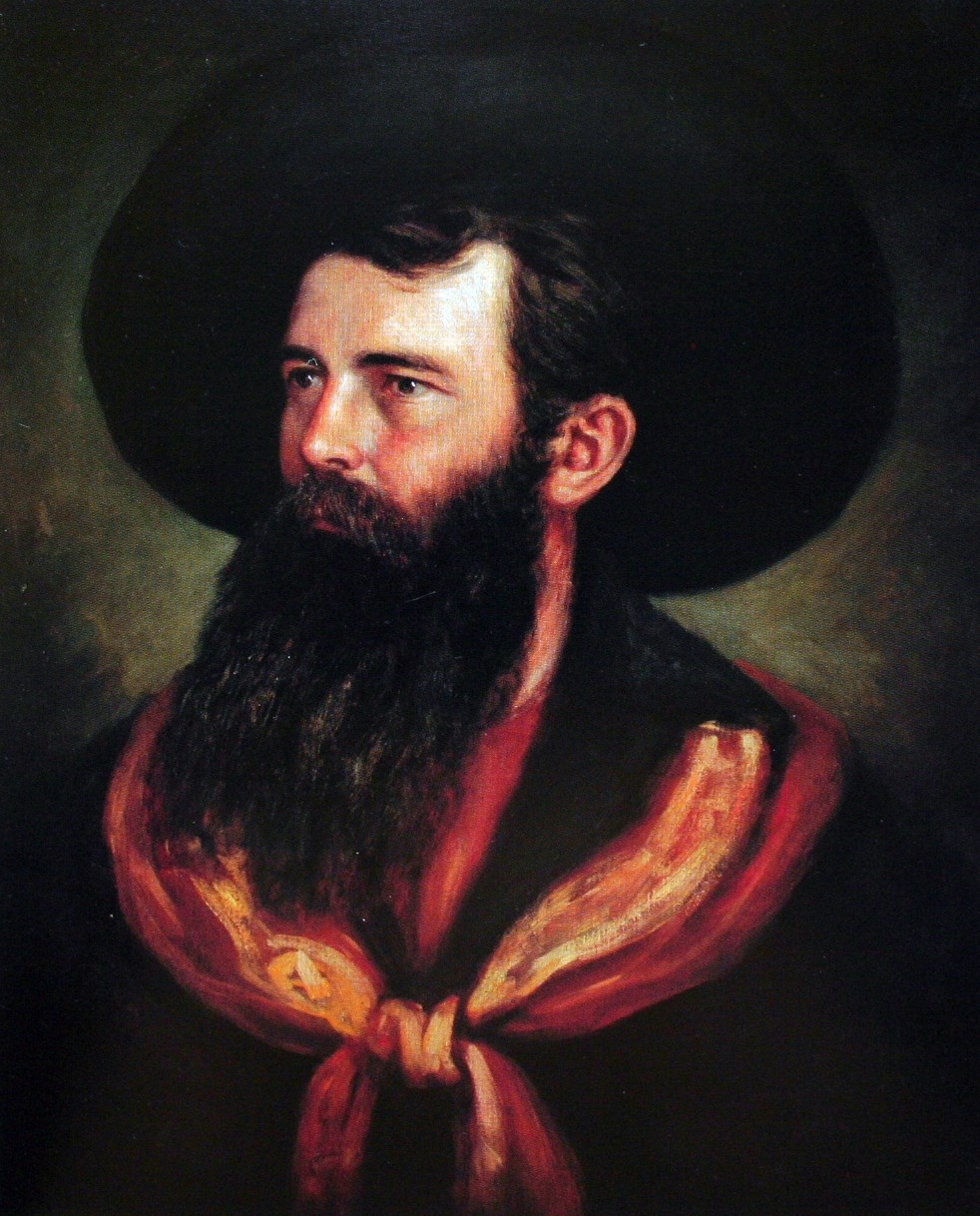
Autoritratto a 38 anni, olio su tela, collezione William Fehr

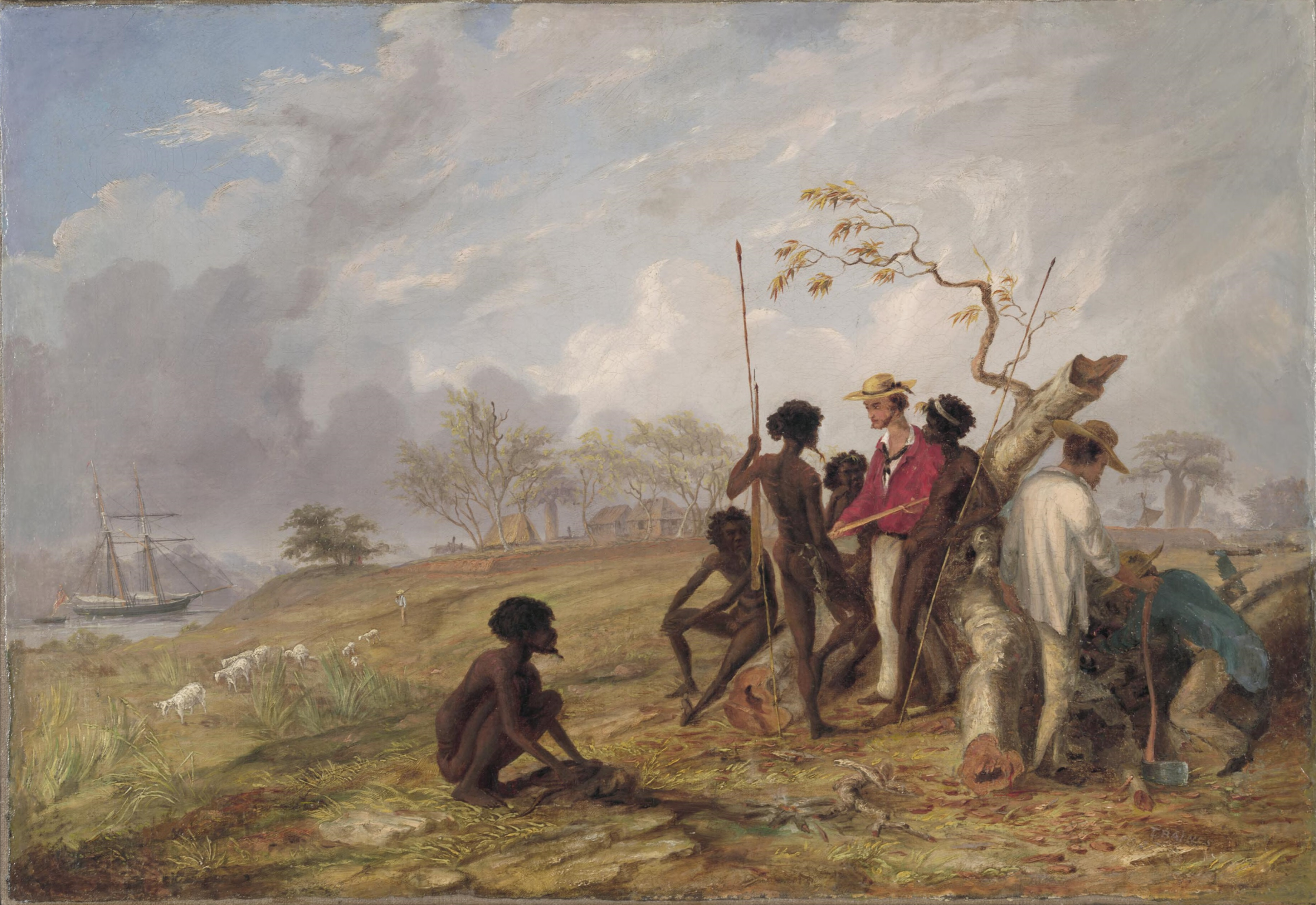
Thomas Baines with aborigines near the mouth of the Victoria River, 1857
Olio su tela. National Library of Australia

Nel 1855 Baines si unì come artista ufficiale alla spedizione della Royal Geographical Society condotta da Augustus Gregory, diretta in Australia settentrionale. L'obiettivo della spedizione era l'esplorazione del distretto del fiume Victoria nel nordovest e l'analisi del territorio alla ricerca di luoghi da colonizzare. Il suo legame con la spedizione in Australia settentrionale fu l'apice della sua carriera: fu lodato per il suo contributo, tanto che il monte Baines ed il fiume Baines furono intitolati al suo nome. Nel 1858 Baines fu accreditato come artista al seguito della spedizione di David Livingstone lungo lo Zambesi. A seguito di contrasti insorti con il fratello di Livingstone fu costretto ad abbandonare la spedizione, e fece ritorno a Cape Town.

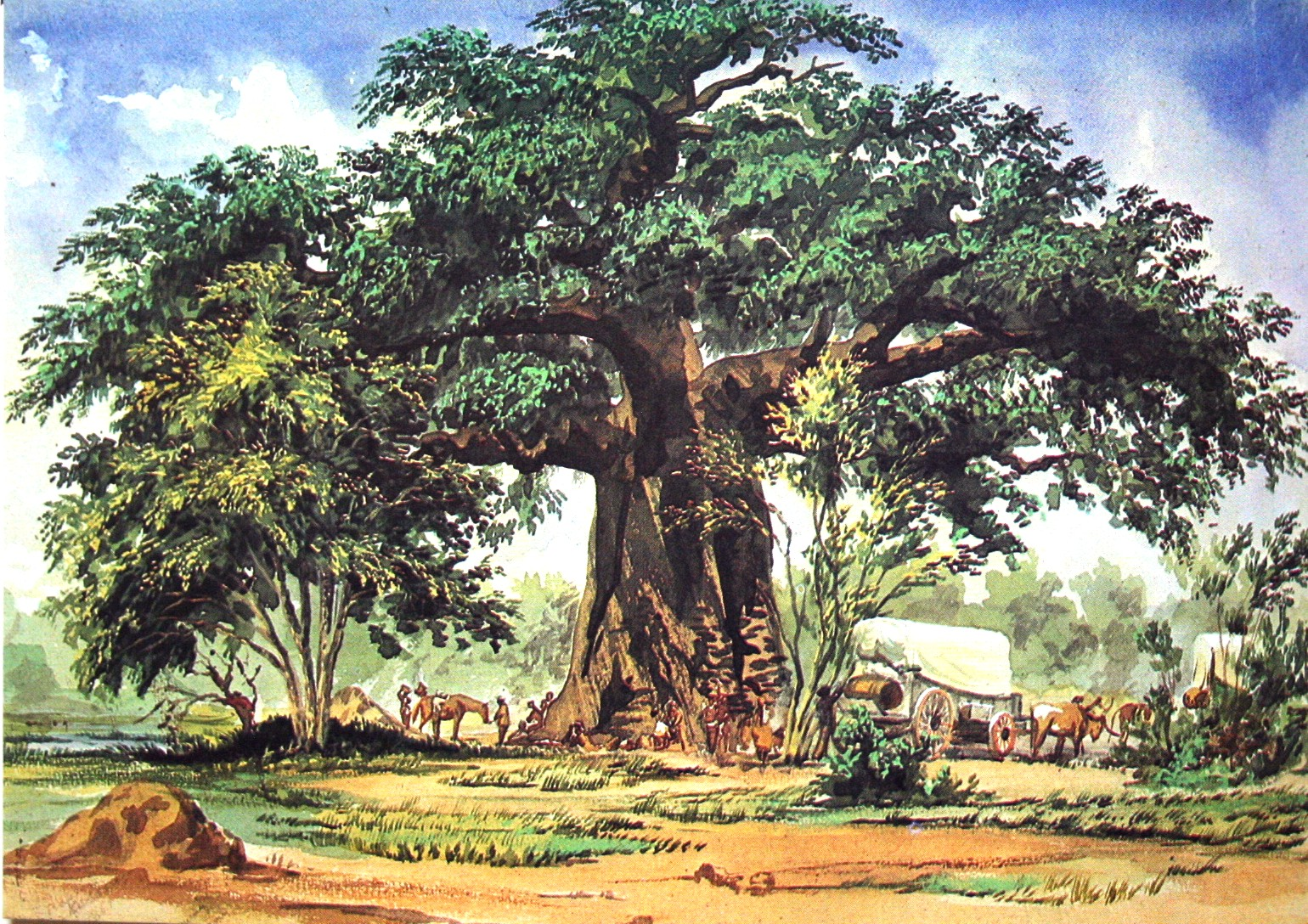
Alberi di baobab, 1861. Acquerello.

Nel 1861 Baines, in compagnia dell'esploratore e fotografo sudafricano James Chapman, intraprese una spedizione in Africa meridionale, che partita da Walvis Bay, in Namibia, li condusse, attraverso l'odierno Botswana, sino alle Cascate Vittoria. Il libro di Chapman, intitolato Travels in the Interior of South Africa (1868), e quello di Baines, intitolato Explorations in South-West Africa (1864), forniscono un resoconto da diverse prospettive dello stesso viaggio. Fu la prima spedizione durante la quale si fece un uso massiccio di fotografia e pittura, ed entrambi tennero un diario in cui commentarono anche il proprio metodo e quello dell'altro. Tra i numerosi dipinti di Baines, il più famoso raffigura uno scenografico gruppo di baobab sotto il quale si era accampata la spedizione. Tali alberi, situati ai margini dell'area di Kudiakam Pan, un lago salato del complesso del Makgadikgadi Pan, sono tuttora noti come i "baobab di Baines".
Baines eseguì alcuni disegni per le incisioni che illustrano il libro di Alfred Russel Wallace del 1869 intitolato The Malay Archipelago. Nel 1869 Baines guidò una delle prime spedizioni alla ricerca dell'oro fino a Mashonaland, in quella che poi divenne la Rhodesia. Nel 1870 a Baines fu concesso di cercare l'oro tra i fiumi Gweru e Hunyani assieme ai Lobengula, capi della nazione Matabele. Thomas Baines morì a Durban nel 1875.
Baines è oggi conosciuto per i suoi dipinti e gli schizzi che forniscono una panoramica unica della vita coloniale in Africa del Sud ed in Australia. Molti suoi dipinti fanno parte della National Library of Australia, degli Archivi nazionali dello Zimbabwe, del National Maritime Museum, della Brenthurst Library e della Royal Geographical Society. Vi sono numerose sue opere presso il Castle of Good Hope di Città del Capo.

## Onorificenze
In suo onore è stato denominato il Baines Nunatak, un nunatak, cioè un picco isolato alto 1.020 m, situato nella Scarpata dei Pionieri, che fa parte della Catena di Shackleton, nella Terra di Coats in Antartide.

## Pubblicazioni

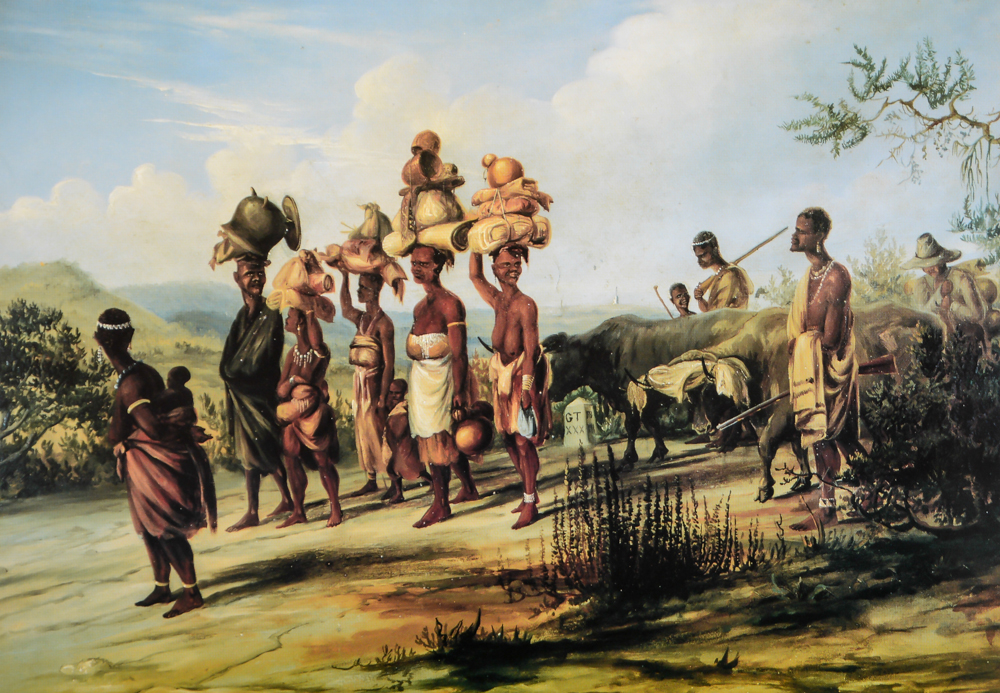
Kaffirs having made their fortunes leaving the Colony, 1848

- Thomas Baines, Explorations in South-West Africa: being an account of a journey in the years 1861 and 1862 from Walvisch Bay, on the Western Coast to Lake Ngami and the Victoria Falls (Londra: Longman, Green, Longman, Roberts, & Green, 1864). PDF
- Thomas Baines, The gold regions of south eastern Africa (Londra: Edward Stanford, 1877).
- J.P.R. Wallis (ed.), (EN) The northern goldfields diaries of Thomas Baines, su nla.gov.au. URL consultato il 29 dicembre 2020 (archiviato dall'url originale il 17 dicembre 2016). (Londra: Chatto & Windus, 1946).
- Fay Jaff, They came to South Africa (Città del Capo: Timmins, 1963).
- J.P.R. Wallis, Thomas Baines, his life and explorations in South Africa, Rhodesia and Australia, 1820–1875 (Città del Capo: A.A. Balkema, 1976).
- Russell Braddon, Thomas Baines and the North Australian Expedition (Sydney: Collins in associazione con la Royal Geographical Society, 1986).
- Jane Carruthers and Marion Arnold, The life and work of Thomas Baines (Vlaeberg, South Africa: Fernwood Press, 1995).
- Historic Houses Trust, Cape Town, halfway to Sydney 1788–1870: treasures from The Brenthurst Library Johannesburg (Sydney: Historic Houses Trust, 2005).
- William Barry Lord, Shifts and Expedients of Camp Life, Travel and Exploration (1876), riccamente illustrato da Thomas Baines.
- Henry J. Hillen. Thomas Baines of King's Lynn, Artist and Traveller. "The King's Lynn News and Norfolk County Press".